# جیمز ویلیامسون (موسیقی‌دان)
جیمز ویلیامسون (انگلیسی: James Williamson؛ زادهٔ ۲۹ اکتبر ۱۹۴۹) یک موسیقی‌دان اهل ایالات متحده آمریکا است.